# غرمة خوش
غرمة خوش (بالفارسية: گرمه‌خوش) هي قرية تقع في قسم روئين الريفي (مقاطعة إسفراين) في إيران. يقدر عدد سكانها بـ 373 نسمة بحسب إحصاء 2016.